# あいうえおんがく♬
「あいうえおんがく♬」は、GReeeeNの楽曲。ユニバーサルミュージック内のレーベル・NAYUTAWAVE RECORDSから2013年4月24日に配信限定でリリースされた。後に5thアルバム『いいね!(´・ω・｀)☆』に収録された。B1A4による韓国語カバー版も存在する。

## タイアップ
- テレビ東京系アニメ『LINE OFFLINE サラリーマン』、『LINE TOWN』オープニングテーマ
- 釣りビジョン『大漁!関東沖釣り爆釣会・5代目リーダー小野瀬みらい』オープニングテーマ
- 中京テレビ『PS三世』、『PS純金』オープニングテーマ

## 収録曲
1. あいうえおんがく♬ [3:31]
  - 作詞・作曲 : GReeeeN